# Satilatlas gertschi
Satilatlas gertschi is een spinnensoort uit de familie hangmatspinnen (Linyphiidae). De soort komt voor in Canada.